# Live in Concert (Tom Paxton)
Live in Concert är ett livealbum av den amerikanske trubaduren Tom Paxton, utgivet 1998. Albumet är producerat av Jeff Griffin och gavs ut på skivbolaget Strange Fruit.
Inspelningen härrör sig från två konserter Paxton gjorde långt tidigare för BBC i början av 1970-talet. Spår 1 - 11 är inspelade 28 oktober 1971 och spår 12 - 23 är inspelade ett år senare 26 oktober 1972. Inspelningen ägde rum på Paris Theatre i London båda gångerna.

## Låtlista
Samtliga låtar skrivna av Tom Paxton
1. "Ev'ry Time"
2. "About the Children"
3. "Saturday Night"
4. "Now That I've Taken My Life"
5. "Forest Lawn"
6. "Mister Blue"
7. "Jennifer's Rabbit"
8. "I Give You the Morning"
9. "Victoria Dines Alone"
10. "The Hostage"
11. "All Night Long"
12. "Wasn't That a Party"
13. "Out Behind the Gypsys"
14. "Whose Garden Was It?"
15. "Outward Bound"
16. "I Lost My Heart on a 747"
17. "Cindy's Cryin'"
18. "Annie's Going to Sing Her Song"
19. "Retrospective"
20. "Dance in the Shadows"
21. "Jesus Christ S.R.O."
22. "Talking Pot in Vietnam"
23. "Jimmy Newman"